# Дюфресс, Жан Габриэль Торэн
Жан Габриэ́ль Торэ́н Дюфре́сс (фр. Jean Gabriel Taurin Dufresse, 8 декабря 1750, Лезу — 14 сентября 1815, Чэнду) — святой Римско-Католической Церкви, епископ, член миссионерской организации «Парижское Общество Заграничных Миссий», мученик.

## Биография
После получения школьного образования Жан Габриэль Торэн Дюфресс поступил в семинарию католической миссионерской организации «Парижское Общество Заграничных Миссий», после окончания которой в 1774 году его назначили на миссионерскую деятельность на Дальний Восток. В 1776 году он прибыл в португальскую колонию Макао, в 1777 году Жан Габриэль Торэн Дюфресс тайным образом, скрывая от посторонних свой священнический сан, отправился в Китай и стал заниматься миссионерством в западной части провинции Сычуань. Во время преследований христиан в Китае добровольно отдал себя властям и был арестован 24 февраля 1785 года. На следующий день 25 февраля 1785 года был переправлен в тюрьму, находившуюся в Пекине. Китайский император Цяньлун приказал депортировать из Китая четырёх миссионеров, среди которых был Жан Габриэль Торэн Дюфресс. Перед Рождеством 1786 года Жан Габриэль Торэн Дюфресс вернулся в Макао. Через три года 14 января 1789 года он снова вернулся в провинцию Сычуань под именем Сюй Дэсинь. В течение следующих восьми лет он занимался миссионерской деятельностью в провинции Сычуань. В 1800 году Жан Габриэль Торэн Дюфресс был назначен вспомогательным епископом города Чэнду, в 1801 году — апостольским администратором провинций Сычуань, Гуйчжоу и Юньнань. Основал семинарию в Ипянь, посылая семинаристов для углублённого получения богословского образования в Макао. В 1807 году Дюфресс рукоположил в священника Фаддея Лю Жуйтина, который впоследствии принял мученическую смерть и объявлен святым.
18 мая 1815 года во время очередных преследований христиан Дюфресс был арестован и отправлен в тюрьму города Чэнду, где был осуждён на смертную казнь и казнён 14 сентября 1815 года. Его отрубленная голова была выставлена на публичное обозрение и находилась над городскими воротами в течение трёх дней.

## Прославление
Жан Габриэль Торэн Дюфресс был беатифицирован 27 мая 1900 года римским папой Львом XIII и канонизирован 1 октября 2000 года Римским папой Иоанном Павлом II вместе с группой 120 китайских мучеников.
День памяти в католической церкви — 9 июля.

## Источник
- George G. Christian OP, Augustine Zhao Rong and Companions, Martyrs of China, 2005, стр. 46  (англ.)